# Polyommatus candalus
Polyommatus candalus är en fjärilsart som beskrevs av Herrich-Schäffer 1851. Polyommatus candalus ingår i släktet Polyommatus och familjen juvelvingar. Inga underarter finns listade i Catalogue of Life.